# Hakkodatunnel
De Hakkodatunnel (Japans: 八甲田トンネル, Hakkoda tonneru) is een treintunnel in Japan, met een lengte van 26,445 km. De tunnel bevindt zich op de Tōhoku Shinkansen-lijn. Hij verbindt de gemeente Shichinohe met de stad Aomori. De bouw van de Hakkodatunnel duurde 6,5 jaar, het werk werd in zes secties verdeeld van 4,5 kilometer om het werk te versnellen.
De tunnel bevindt zich in het noorden van het eiland Honshu, waar deze dwars door het Hakkodagebergte gaat. De tunnel wordt onder meer gebruikt voor de hogesnelheidstrein, de Shinkansen.
Het boren van de tunnel eindigde op 27 februari 2005, maar pas in 2010 werd hij opengesteld voor het publiek. Onder meer moesten de tunnelwanden nog versterkt worden.